# HIV/AIDS tại Malaysia
Trường hợp nhiễm HIV đầu tiên ở Malaysia bắt đầu vào năm 1986 và từ đó HIV trở thành một trong những thách thức nghiêm trọng nhất đối với sức khoẻ và sự phát triển của đất nước. Tính đến năm 2016, có 99.338 nam giới nhiễm HIV và 12.578 phụ nữ nhiễm HIV ở Malaysia. Malaysia đứng thứ 7 về tỷ lệ hiện nhiễm HIV / AIDS ở Châu Á sau Thái Lan, Papua New Guinea, Miến Điện, Campuchia, Việt Nam và Indonesia với tỉ lệ hiện nhiễm 0,45%.
Vào năm 2015, Malaysia đã ghi nhận tỷ lệ 10,9 trường hợp mới trên 100.000 dân, thấp hơn mục tiêu do Tổ chức Y tế Thế giới.

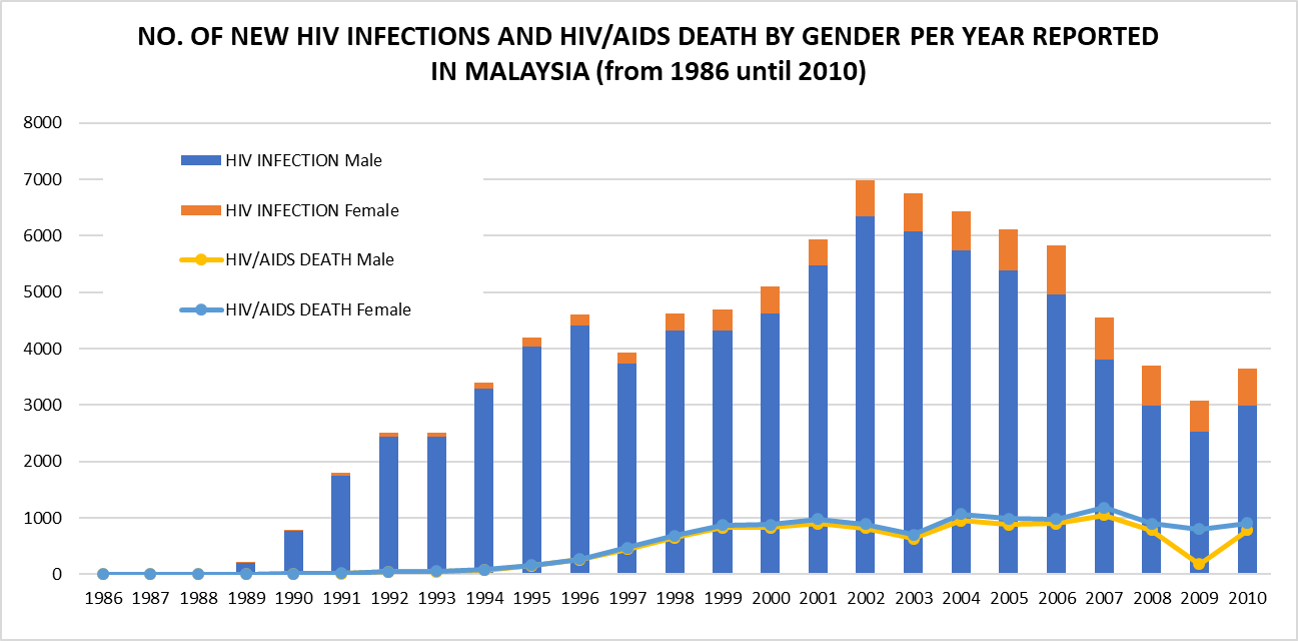
Tổng Số người mới nhiễm HIV và tử vong do AIDS mỗi năm giữa năm 1986 và 2010, theo giới tính

## Tỷ lệ

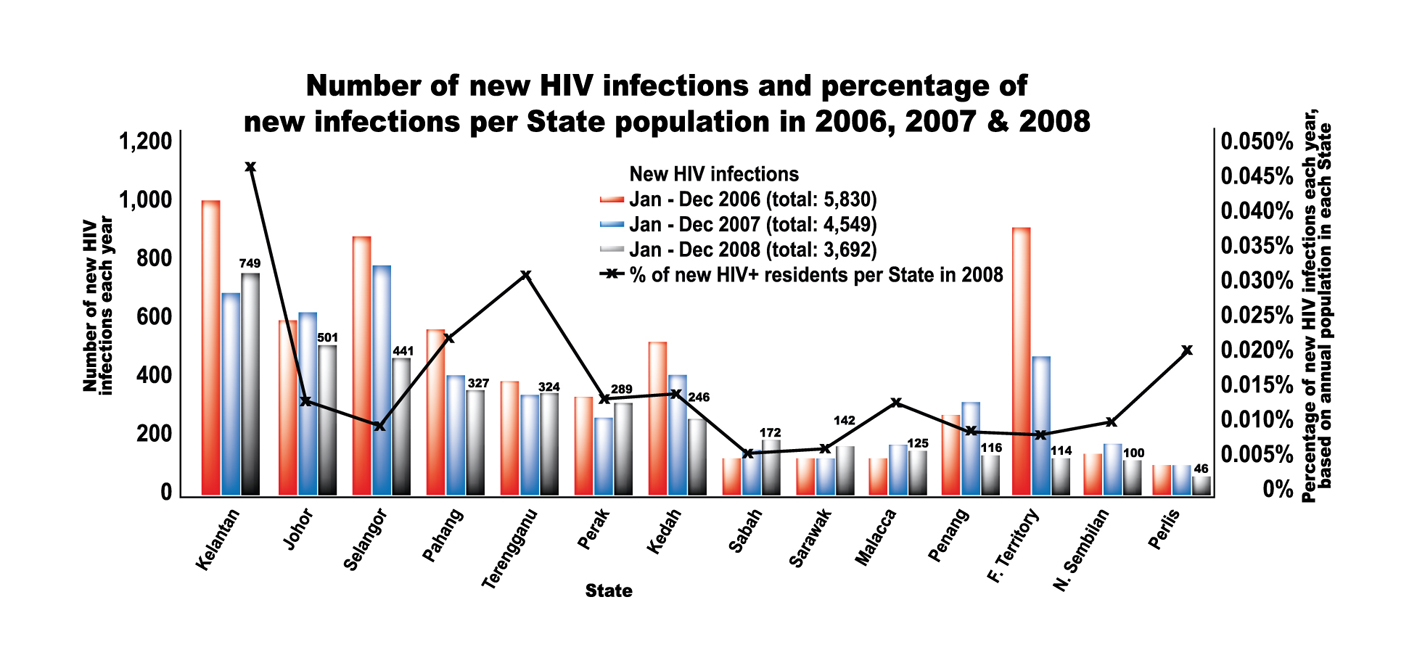
Số ca nhiễm mới và tỷ lệ nhiễm mới ở mỗi dân số trong năm 2006, 2007 và 2008

Các trường hợp nhiễm HIV / AIDS ở Malaysia đã được Bộ Y tế báo cáo từ năm 1986. Kể từ đó, hệ thống giám sát quốc gia đã báo cáo tổng cộng 105.189 trường hợp nhiễm HIV, 21.384 AIDS và 17.096 ca tử vong liên quan đến HIV / AIDS cho tổng số người sống với HIV có HIV là 88.093 trường hợp hoặc 96% số người sống với HIV dự kiến.
Nam giới vẫn chiếm phần lớn số trường hợp nhiễm HIV (89%), nhưng số phụ nữ có tình trạng HIV dương tính đã gia tăng. Điều này thể hiện theo xu hướng giảm tỷ số nam / nữ là 10: 1 năm 2002 xuống còn 4: 1 vào năm 2014. 42% lây truyền HIV theo nhóm tuổi xảy ra trong khung 30-39.
Từ tháng 1 đến tháng 6 năm 2014, 1,676 trường hợp nhiễm HIV và 598 trường hợp mắc bệnh AIDS với 402 ca tử vong được ghi nhận. Trong số ca nhiễm mới này, 79,7% là nam giới.
| \| Nhiễm HIV qua Yếu tố Nguy cơ (2014)[6] \| Nhiễm HIV qua Yếu tố Nguy cơ (2014)[6] \| Nhiễm HIV qua Yếu tố Nguy cơ (2014)[6] \| Nhiễm HIV qua Yếu tố Nguy cơ (2014)[6] \| Nhiễm HIV qua Yếu tố Nguy cơ (2014)[6] \| \| -------------------------------------- \| -------------------------------------- \| -------------------------------------- \| -------------------------------------- \| -------------------------------------- \| \| Phần trăm \| Phần trăm \| \| \| % \| \| người Mã Lai \| người Mã Lai \| \| 69 \| 69 \| \| người Hoa \| người Hoa \| \| 15 \| 15 \| \| người Ấn \| người Ấn \| \| 8 \| 8 \| \| người nước ngoài \| người nước ngoài \| \| 5 \| 5 \| \| khác \| khác \| \| 3 \| 3 \| \| Nhiễm HIV theo chủng tộc \| \| \| \| \| |                  |  |    |    |
| Nhiễm HIV qua Yếu tố Nguy cơ (2014) |                  |  |    |    |
| Phần trăm | Phần trăm        |  |    | %  |
| người Mã Lai | người Mã Lai     |  | 69 | 69 |
| người Hoa | người Hoa        |  | 15 | 15 |
| người Ấn | người Ấn         |  | 8  | 8  |
| người nước ngoài | người nước ngoài |  | 5  | 5  |
| khác | khác             |  | 3  | 3  |
| Nhiễm HIV theo chủng tộc |                  |  |    |    |

### Các phương tiện truyền nhiễm
Năm 2013, lây truyền tình dục qua đường tình dục dị tính được ghi nhận cao nhất (51%), tiếp theo là người tiêm chích ma túy (22%) và lây truyền qua quan hệ đồng tính, song tính (22%). Theo Bộ Y tế, hiện nay (2016), 70% lây truyền HIV được lây truyền qua quan hệ tình dục khác giới, chủ yếu từ gái mại dâm nữ cho nam giới.
Con đường lây nhiễm (2013)

### Tỷ lệ mắc và tử vong
| Bệnh | Tỷ lệ mắc | Tỷ lệ tử vong |
| ---- | --------- | ------------- |
| HIV  | 11.42     | 0.58          |
| AIDS | 4.00      | 1.62          |

## Nhóm có nguy cơ
Dịch HIV ở Malaysia tập trung ở các nhóm quần thể chính bao gồm;

### Người bán dâm
Người bán dâm chiếm tới 0,6% tổng số trường hợp được báo cáo cho đến nay.. Năm 2014, giám sát kết hợp hành vi sinh học (IBBS) ở nữ giới bán mại dâm cho thấy số người hoạt động mại dâm sống với HIV tăng lên 7,3% từ 4,2% vào năm 2012.

### Người chuyển giới
Một dữ liệu IBBS thực hiện trong năm 2009 cho thấy tỷ lệ hiện nhiễm HIV trong nhóm này chiếm 9,3%, và đã giảm xuống còn 4,8% vào năm 2012. Tuy nhiên, vào năm 2014, IBBS cho thấy sự gia tăng tỷ lệ hiện nhiễm HIV lên 5,6%.

### Người sử dụng ma túy
Khi bắt đầu dịch, người tiêm chích ma túy chiếm 70-80% trong tất cả các ca bệnh được báo cáo mới. Số lượng đã bắt đầu giảm từ năm 2004. Trong năm 2011, nhóm này chiếm 39% số ca bệnh được báo cáo mới. Vào năm 2014, có 16,3% người sử dụng ma túy được báo cáo có HIV.

### Đồng tính nam
IBBS tiến hành vào năm 2012 cho thấy 7,1% đồng tính nam đang sống với HIV. Trong năm 2014, con số này đã tăng lên 8,9%.

## Pháp luật và các quy định
Năm 2001, Bộ An toàn và Y tế Lao động đã xây dựng "Quy tắc Thực hành về Phòng chống và Quản lý HIV & AIDS" tạo ra môi trường làm việc không phân biệt đối xử.
Trong Hội nghị thượng đỉnh ASEAN lần thứ 19 ở Bali, Indonesia, 17/11/2011, Malaysia cùng với các nước ASEAN khác đã thông qua "Tuyên bố ASEAN về cam kết: Không có ca nhiễm HIV mới, Không phân biệt đối xử, Không có tử vong liên quan đến HIV" để khẳng định lại cam kết của họ trong nỗ lực hướng tới việc thực hiện một cộng đồng ASEAN không nhiễm HIV, không phân biệt và hạn chế tử vong liên quan đến AIDS.
Ngày 13 tháng 10 năm 2017, Bộ trưởng Bộ Tài nguyên, ông Datuk Seri, Tiến sĩ Richard Riot Jaem đã tuyên bố rằng chính phủ muốn soạn thảo một quy định mới nhằm loại bỏ phân biệt đối xử với những người sống với HIV và AIDS tại nơi làm việc. Bộ Kế hoạch lên kế hoạch xây dựng Luật Phòng chống HIV / AIDS vào năm 2020.

## Chữa bệnh

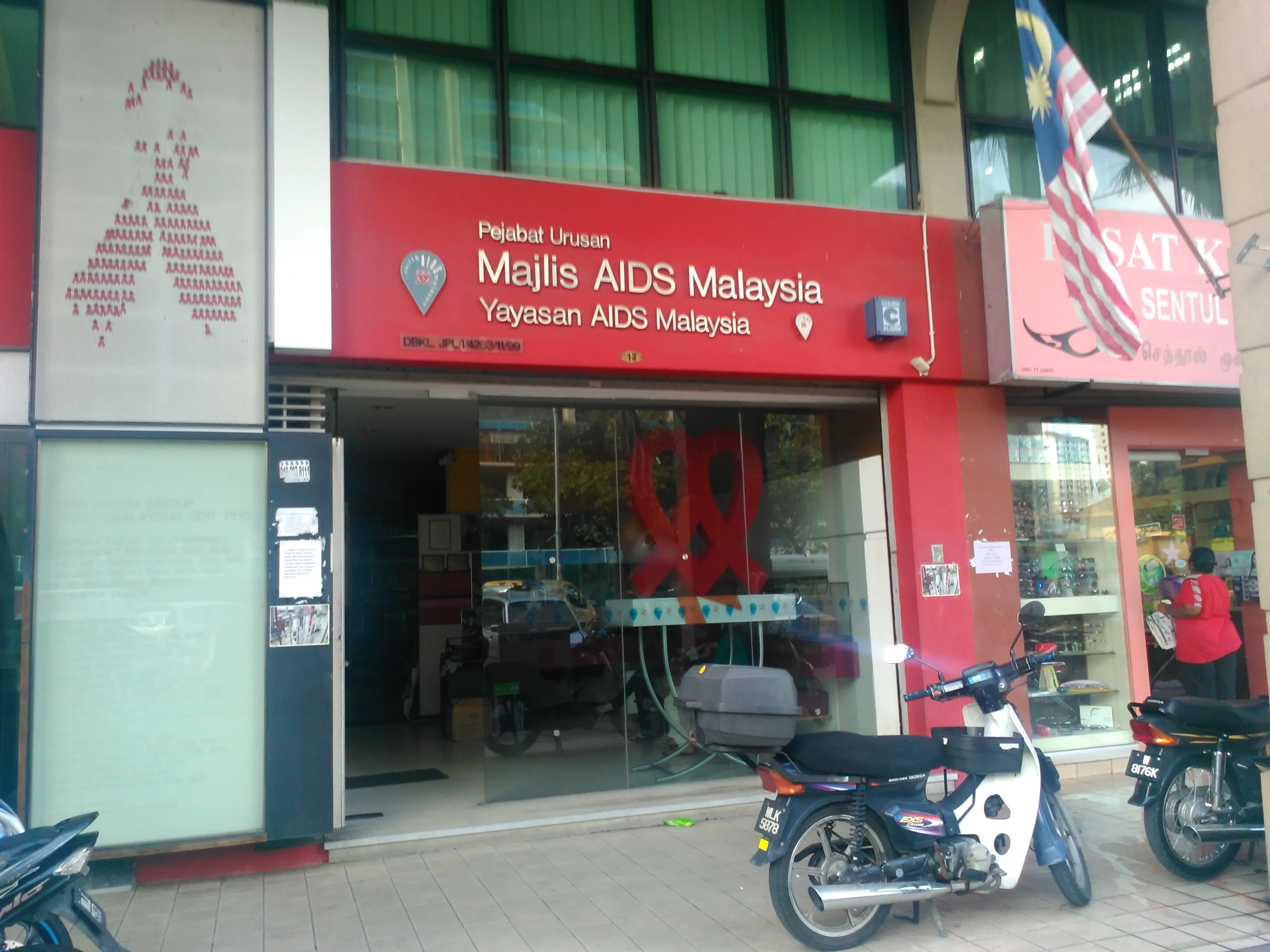
Hội đồng chống AIDS Malaysia

Liệu pháp kháng virus hoạt tính được Bộ Y tế cung cấp miễn phí tại Malaysia từ năm 2006. Chính phủ hy vọng con số này sẽ đạt 90% theo kế hoạch chiến lược quốc gia kết thúc giai đoạn AIDS 2016-2030.